# Rotrock
Rotrock är ett musikalbum av Peps Persson (med Peps Blodsband och Pelleperssons Kapell) utgivet 1980 på Sonet Grammofon AB och inspelat januari och februari 1980 i Mastersound Recording Studios i Skurup, förutom spåret "Rotrock" som är inspelat i Peps vardagsrum.
Skivomslaget innehåller förutom texter en "Liten ordlista för opplänningar & staboar". I ordlistan återfinns: Bainen – benen, Dåren – dörren, Ella – annars, Fainen – famnen, Fali – väldans, Hina dana – häromdagen, Hinga – hennes, Jeren – bluslinningen, Juter – gifter, Kacklon – kakelugn, Knäjtana – knektarna, La – låta, Lia – tycka om, Lua – låga, Monga – munnar, Ruan – ruvan, Råg – rök, Rälihed – något otäckt eller opassande, Skråmbarja-kol – kol från Skromberga i NV Skåne, Skåren – skuren, Somma – somliga, Tored – torget, Vau-ill – vådeld, Vänne – uppståndelse.

## Innehåll
1. "Gud som blinka fader vår" (Peps Persson) – 4:10
2. "Motorcykeln" (Skånska Lasse) – 2:48
3. "Illa" (Peps Persson) – 4:25
4. "Ingenting gjort" (Peps Persson) – 3:58
5. "Då måste detta va' blues" (Peps Persson) – 3:32
6. "Kör hårt" (Bosse Skoglund) – 0:36
7. "Rotrock" (Peps Persson) – 4:14
8. "Främmande" (Peps Persson) – 5:05
9. "Karna & Ola" (Mel.: Trad. / Text: Anton Persson) – 3:18
10. "Ain sorgeli visa om vauillen pau tinged i Auby" (Mel.: Trad. - Text: Carl Zetterholm) – 2:32
11. "Snackar skit" (Peps Persson) – 3:25

## Medverkande
Musiker
- Peps Persson – sång, gitarr, munspel, arrangement
- Lester Jackman – orgel, piano, steel pan
- Tony Ellis – gitarr
- Willie M'Buende – basgitarr
- Bosse Skoglund – trummor, percussion
- Göran Weihs – basgitarr, trumpet
- Rolf Alm – dragspel
- Hans-Åke Bergqvist – trummor
- Lars "Linkan" Lindkvist – fiol
- Staffan Irhammar – altsaxofon, tenorsaxofon
- Calle Lindberg – trombon

Produktion
- Peps Persson – musikproducent
- Lasse Finnström – ljudtekniker, ljudmix
- Lasse Gustavsson – ljudmix
- Jan Hesseldal – omslagsdesign